# Pachynoa xanthochyta
Pachynoa xanthochyta is een vlinder uit de familie van de grasmotten (Crambidae). De wetenschappelijke naam van deze soort is voor het eerst voorgesteld als Hypermeces xanthochyta door Alfred Jefferis Turner in een publicatie uit 1933.
De spanwijdte bedraagt 45-50 millimeter.
De soort komt voor in Bhutan, Laos en Australië (Queensland).